# Faustinòpolis
Faustinòpolis (en llatí Faustinopolis, en grec antic Φαυστινόπολις) era una ciutat del sud de Capadòcia a uns 20 km de Tíana.
Va rebre el nom de l'emperadriu Faustina, la dona de Marc Aureli, que va morir allí, un llogaret on pretenia establir una colònia, i que el seu marit, com honor pòstum va erigir en ciutat i li va donar el seu nom. El geògraf Hièrocles la situa a la província de Cappadocia Secunda. La seva situació exacta no es coneix, però no era gaire llunyana a les portes Cilícies.